# Straat Loezjin

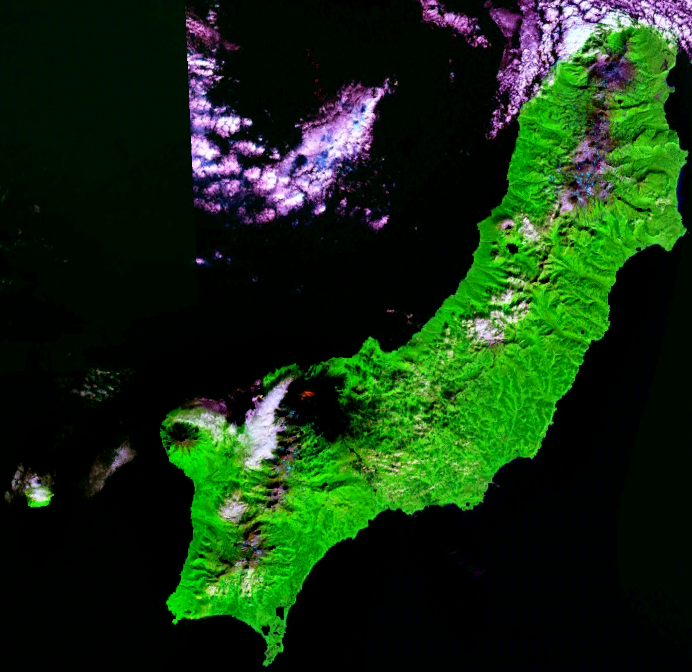
Straat Loezjin tussen Antsiferova (links) en Paramoesjir

De Straat Loezjin (Russisch: пролив Лужина; proliv Loezjina) of Derde Koerilenstraat (Третий Курильский пролив; Treti Koerilski proliv) is een van de Koerilenstraten. De zeestraat ligt tussen het Koerileneiland Antsiferova in het noordwesten en het eiland Paramoesjir in het zuidoosten. Het eiland is vernoemd naar de 18e-eeuwse Russische geodeticus en onderzoeker Fjodor Loezjkin.
De kwabalensoort Gymnelus soldatovi is aangetroffen op 100 meter diepte in de straat.
Eerste Koerilen · Tweede Koerilen · Alaid · Levasjov · Loezjin (Derde Koerilen) · Vierde Koerilen · Jevreinov (Vijfde Koerilen) · Krenitsyn (Zesde Koerilen) · Severgin · Ekarma · Krusenstern · Golovin · Nadezjda · Srednego · Rikorda · Diana · Boessol · Snow (Bystry) · Oeroep · De Vries · Jekaterina · Koenasjir (Nemuro) · Joezjno-Koerilski · Izmeny · Spanberg · Polonskogo · Vojejkov · Joeri · Tanfiljeva · Sovjetski